# Abadía de San Jorge de Boscherville
La abadía de Saint-Georges de Boscherville (en francés: abbaye Saint-Georges de Boscherville) fue una abadía francesa de origen medieval que se encuentra en la comuna de Saint-Martin-de-Boscherville, en el departamento de Sena Marítimo. La abadía es casi completamente de estilo románico.
La iglesia ha sido objeto de múltiples protecciones como monumento histórico: clasificación de la iglesia por la lista de 1840, clasificación del claustro en 1862, clasificación de la sala capitular en 1875, inscripción de parcelas catastrales en 1987 y clasificación de varios restos enterrados, así como de varios edificios que se conservan en 1989.

## Historia

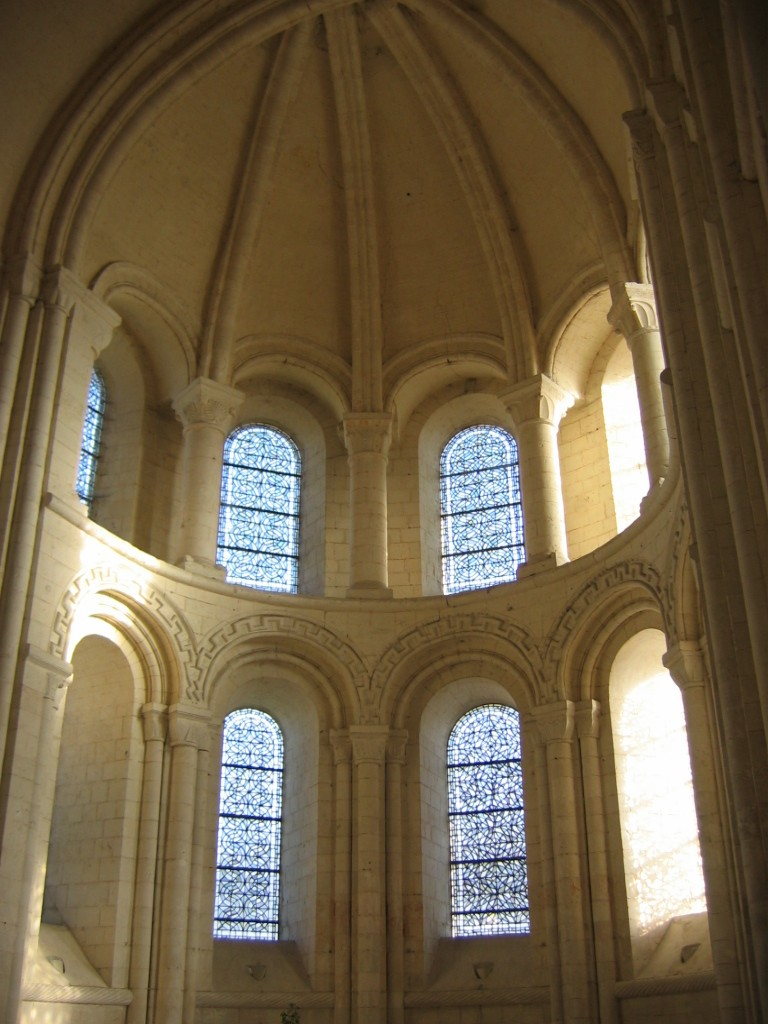
Ábside de la iglesia

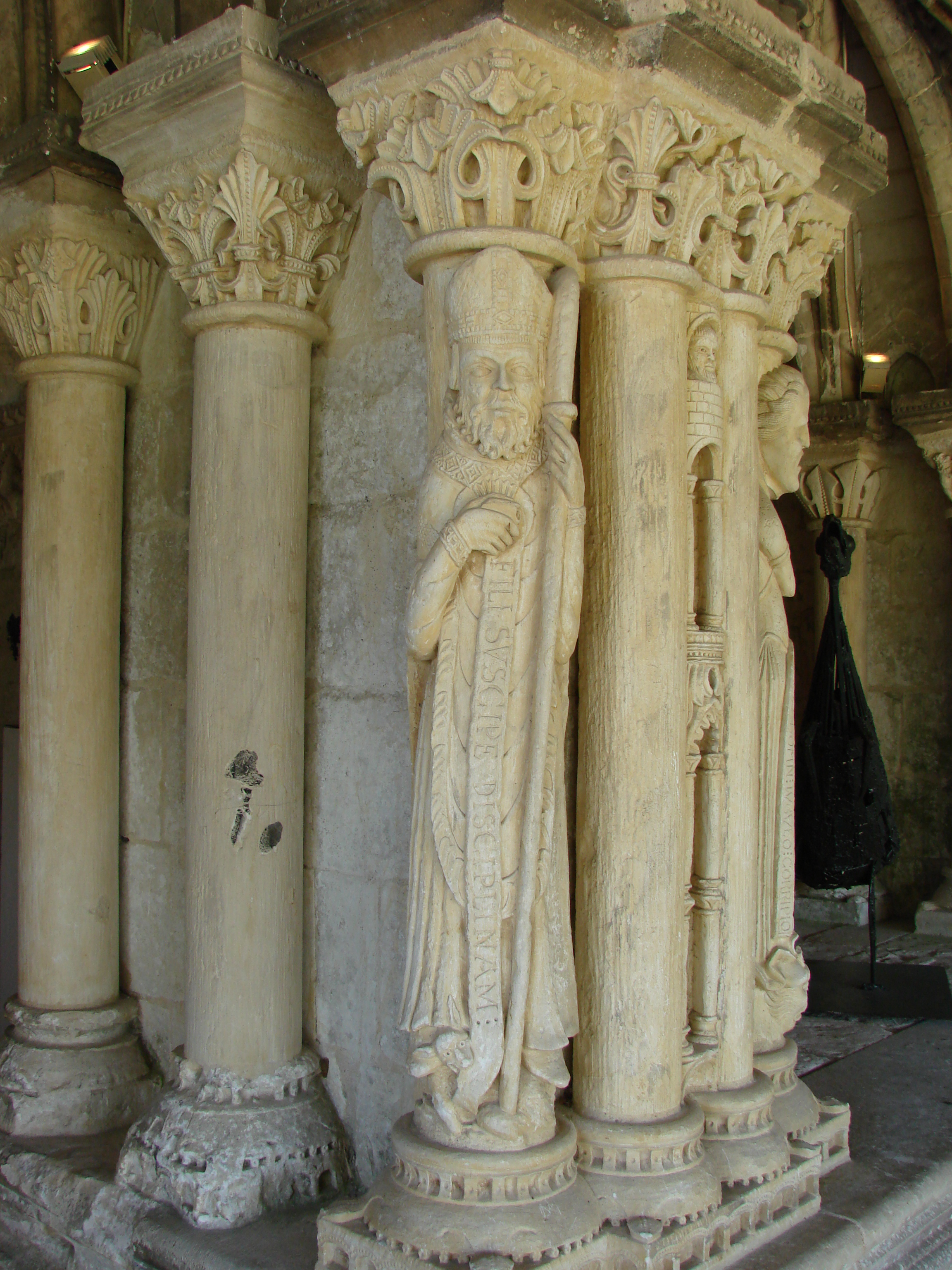
La entrada a la sala capitular

### El sitio sagrado
La primera ocupación del sitio en el que se va a construir la abadía se remonta a la época galo-romana, al el siglo I a. C., cuando se erigió un templo cuadrado con una galería de madera. Fue sustituido en el siglo II por un fanum y luego, en la época franca, por una capilla funeraria que se edificó en la cella del fanum. El sitio pues, estuvo ocupado desde el siglo I al III, y después, desde el siglo VII por varios edificios cristianos que están en el origen de la abadía.
En 1055, Raoul de Tancarville o Raoul fitz Gerald le Chamberlain (1008-1080), descendiente de Tancredo de Tancarville, instaló a una comunidad de canónigos en la pequeña capilla funeraria de 15,50 m de largo por 7,50 m de ancho. La capilla pronto fue demasiado pequeña para acoger a la comunidad y se emprendió la construcción de una iglesia colegiata dedicada a san Jorge en el emplazamiento del templo y del fanum, de la que el coro con cabecera plana está hoy bajo la sala capitular actual y tenía un pequeño claustro. Un carta-pancarta de 1080 describe los trabajos en detalle.
Al principio, los canónigos enseñaban y predicaban con el apoyo de la aristocracia, pero al irse haciendo cada vez más ricos y poderosos, eso atrajo la hostilidad de sus benefactores. Su papel no resistió el surgimiento del monacato con sus valores de pobreza y de vida comunitaria. Al igual que la iglesia colegiata de Boscherville, una treintena de iglesias colegiatas normandas desaparecieron. En 1113 o 1114, Guillermo de Tancarville, chambelán del rey Enrique I Beauclerc, los ahuyentó para fundar la abadía de Saint-Georges de Boscherville.

### La edad de oro
Raoul de Tancarville (- circa 1066), chambelán de Normandía, hizo una donación a la colegiata de Saint-Georges de Boscherville.
Guillaume (I) de Tancarville (ca. 1075-1129), hijo de Raoul, chambelán en jefe de Normandía e Inglaterra fundó la abadía de Saint-Georges de Boscherville, S. GEORGIUS DE BALCHERI-VILLA, alrededor de 1112/1113, que reemplazaba a la colegiata fundada por su padre. Gracias a su patrocinio, atrajo un gran número de donaciones, incluyendo la del rey Enrique I que le donó el puerto de Bénouville. El lugar se convirtió en el lugar de enterramiento de la familia.
Los canónigos fueron reemplazados por una docena de benedictinos de la abadía de Saint-Évroult. La abadía madre quería mantenerlo como un priorato, pero los fundadores permitieron las donaciones a Louis, el primer abad de 1114 a 1157, para construir la iglesia y los edificios del claustro. Su sucesor, Victor, abad de 1157 a 1211 era un antiguo monje de Saint-Victor de Caux. Erigió el claustro y un edificio principal, pero sobre todo la sala capitular que mostraba su gusto por las artes y dónde fue enterrado. En su tumba, se encuentra un hermoso báculo pastoral de abad en latón grabado y perforado de comienzos del siglo XIII. Durante los quince años de su abaciato, Richard I debió de defender su autonomía siempre contestada por la abadía de Saint-Evroult, pero una bula del papa Honorio III de 1225 puso fin a sus reclamacioness. En la iglesia, en 1235, la primitiva carpintería de madera de las cubiertas fue reemplazada por una bóveda gótica.
Desde su fundación hasta 1244 se extiende el período más próspero de la abadía.

### El declive

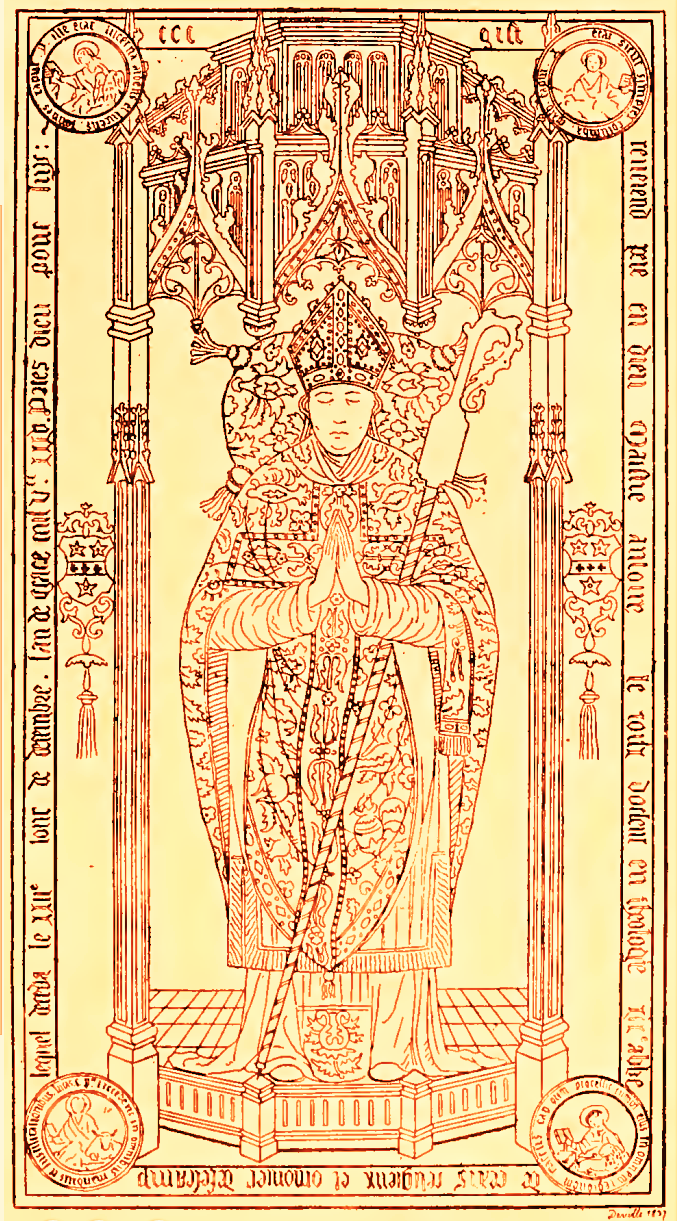
Abad Antoine Le Roux (1535)

Las donaciones, que fluyeron bajo la dominación inglesa cuando los Tancarville eran los chambelanes del rey, disminuyeron progresivamente y ya Guillaume IV de Tancarville compartió sus favores con los Cordeliers de Rouen.
Entre 1249 y 1269, Eudes Rigaud, arzobispo de Rouen, acudió casi todos los años a la abadía y constató el desorden: los monjes no eran más que veinte, permitían que los extranjeros accedieran al claustro, los restos de la mesa no se distribuían a los pobres sino a los sirvientes, carecían de una buena Biblia para leer en común y el abad abandonaba las oficios, especialmente los de la mañana. El arzobispo recomendó poner orden y, en 1267, ya anotó que todo estaba bien.
En 1305, desapareció el último miembro de la familia Tancarville, que siempre había sido fiel a la abadía. Pasó a depender de los d'Harcourt y luego de los Orléans-Longueville, que no la olvidaron y la abadía adoptóa para sí misma el escudo de armas de sus benefactores. Durante la visita del rey Carlos V en 1322, los monjes apenas eran entre diez y quince.
En 1390, el monasterio vendió el único priorato en Inglaterra que había podido conservar. En 1412, el abad Guillaume-Étienne obtuvo del papa, para él y sus sucesores, el derecho a usar báculo y mitra.
Durante la Guerra de los Cien Años, las tierras de la abadía fueron devastadas y la iglesia y el claustro tuvieron que ser reparados. En el siglo XV, sólo quedaban ocho monjes que no podían cumplir con las cargas impuestas por los benefactores, pero las vocaciones se recuperaron y de los 12 religiosos de 1502, pasaron a ser ya 20 en 1530. Antoine Bohier fue el único de sus abades regulares que logró acceder a las altas funciones eclesiásticas y murió siendo cardenal arzobispo de Bourges.
De 1506 a 1535, el abad Antoine Le Roux, de quien se conserva una hermosa lápida, reconstruyó parte del claustro. Con él terminó la larga lista de abades regulares.

### La decadencia y el fin
La puesta en encomienda de la abadía —por la que el rey la donaba a un gran señor, generalmente un extranjero, que investido con el título podía disfrutar de los ingresos y que solía tener intereses casi siempre distintos a los de los religiosos, que residían bien separados, en un recinto reservado para ellos, o lejos, en un castillo, en un obispado, en otra propiedad más rica— rara vez fue a un benedictino. Fue reemplazado en la abadía por un prior, ya no hubo más emulación, la disciplina se relajó. Entre sus abades aparecen dos cardenales de la familia de Este que probablemente nunca estuvieron en Boscherville.
Otro desastre cayó sobre la abadía, las guerras de religión. En 1562-1570, los monjes huyeron y se escondieron frente a la furia de los protestantes: la iglesia fue despojada de todos sus adornos y muebles, todos los edificios fueron saqueados. En 1590, se intentó incendiar la iglesia, el fuego consumió la casa abacial, el claustro y la habitación de los monjes que quedaron arruinadas.
En 1625, ocho colgantes de ojivas en la nave se entreabrieron y amenazaban ruina. De 1626 a 1676, el abad comanditario Louis de Bassompierre, obispo de Saintes, introdujo la reforma de Saint-Maur y reconstruyó una gran parte de los edificios claustrales. En 1659, la congregación de Saint-Maur, que ya había salvado a muchas abadías, negoció con los religiosos en el lugar que mantenían sus hábitos y el derecho de nombrar al prior y los mauristas se instalan el primero de diciembre de 1660.
En 1690, Jean Louis Charles de Orleans-Longueville, hijo de la célebre duquesa de Longueville, colocó la primera piedra de la gran casa con la sala capitular y los dormitorios. Se trazaron los jardines y la iglesia recibió un mobiliario suntuoso.
El duque de Longueville, de espíritu débil fue sustraido a las miradas en 1672, cedió su derecho de nacimiento a su hermano y le reservaron un cuarto especial con sus sirvientes en la abadía donde murió en 1693.
En 1790 el número de religiosos cayó a siete. El 13 de febrero de 1790, la Asamblea Nacional Constituyente decretó la supresión de las órdenes religiosas, y por lo tanto de Saint-Georges de Boscherville. El 28 de abril de 1790, los oficiales municipales de la comuna de Saint-Martin-de-Boscherville tomaron nota del contenido de la abadía e indicaron a los monjes que ya no era su casa.
Durante la subasta, que no incluía la iglesia, un comerciante de Rouen compró la casa abacial y claustral, con los patios y los jardines. Se instaló una fábrica en el gran edificio maurista.
La iglesia estaba en buenas condiciones, con un mobiliario suficiente, un conjunto de órgano completo, mientras que la iglesia y los edificios de la parroquia de Saint-Martin de Boscherville estaban en ruinas, los habitantes decidieron mantener la iglesia de la abadía como iglesia parroquial, mientras que la antigua se utilizó para la producción de salitre.
El 20 de diciembre de 1791, con la fábrica parada, el domingo siguiente, los feligreses se reuniesen en la iglesia de la abadía. Los habitantes apreciaban el valor del tesoro que poseen por las líneas elogiosas escritas en 1820 por los ingleses Taylor y Nodier en su Voyages pittoresques et romantiques dans l'ancienne France, el conde de Laborde en los  Monuments de la France de 1816-1826, el inglés Cotman en 1822 que publicó dibujos de la iglesia y de los capiteles en  Architectural Antiquities of Normandy y el arqueólogo Arcisse de Caumont en el Bulletin monumental. Cuando la fábrica se detuvo, el propietario vendió las piedras al por menor, la sala capitular sirvió como establo y después, en 1822, se convirtió en propiedad del departamento. La iglesia y la sala capitular se salvaron.

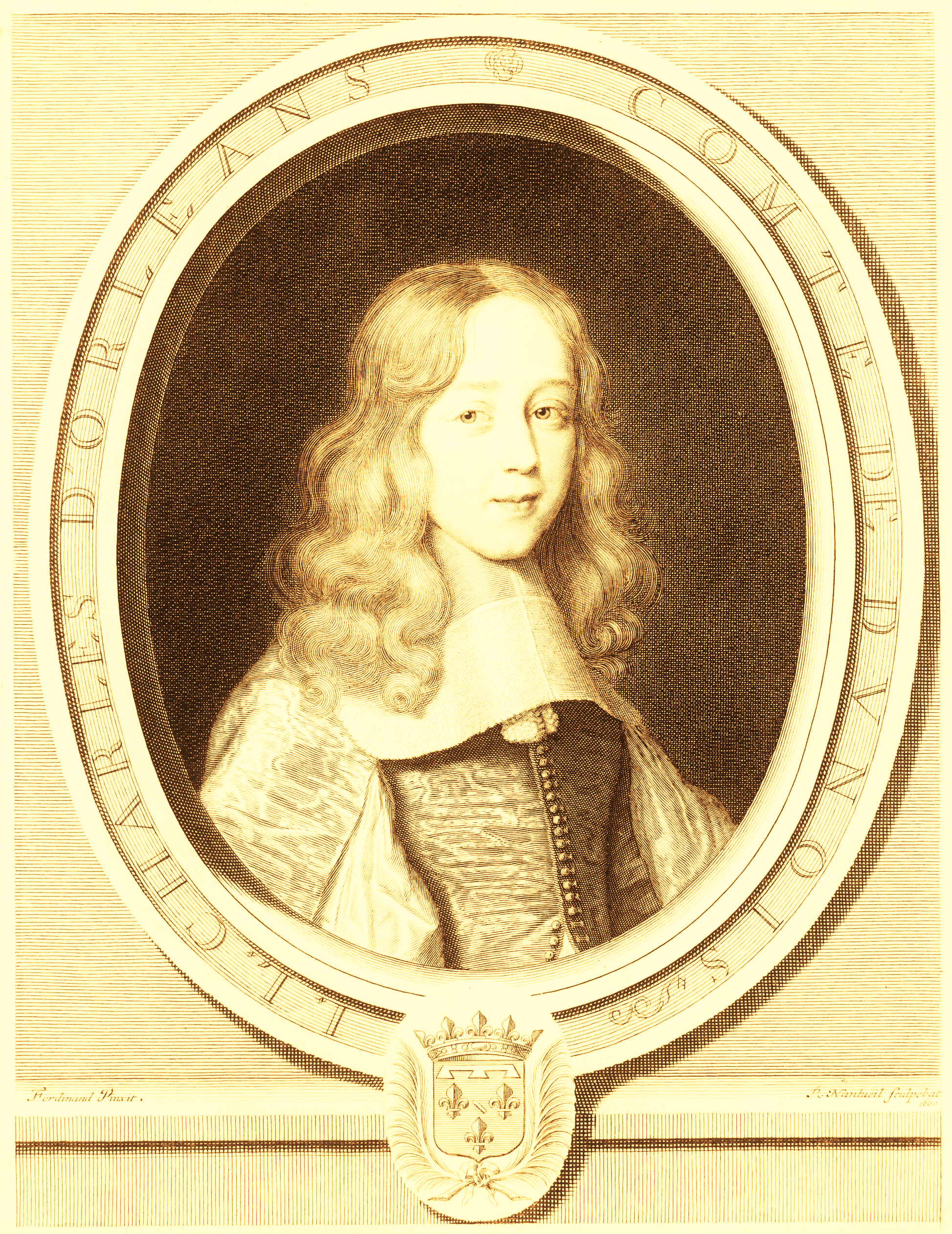
Jean Louis Charles d'Orléans-Longueville
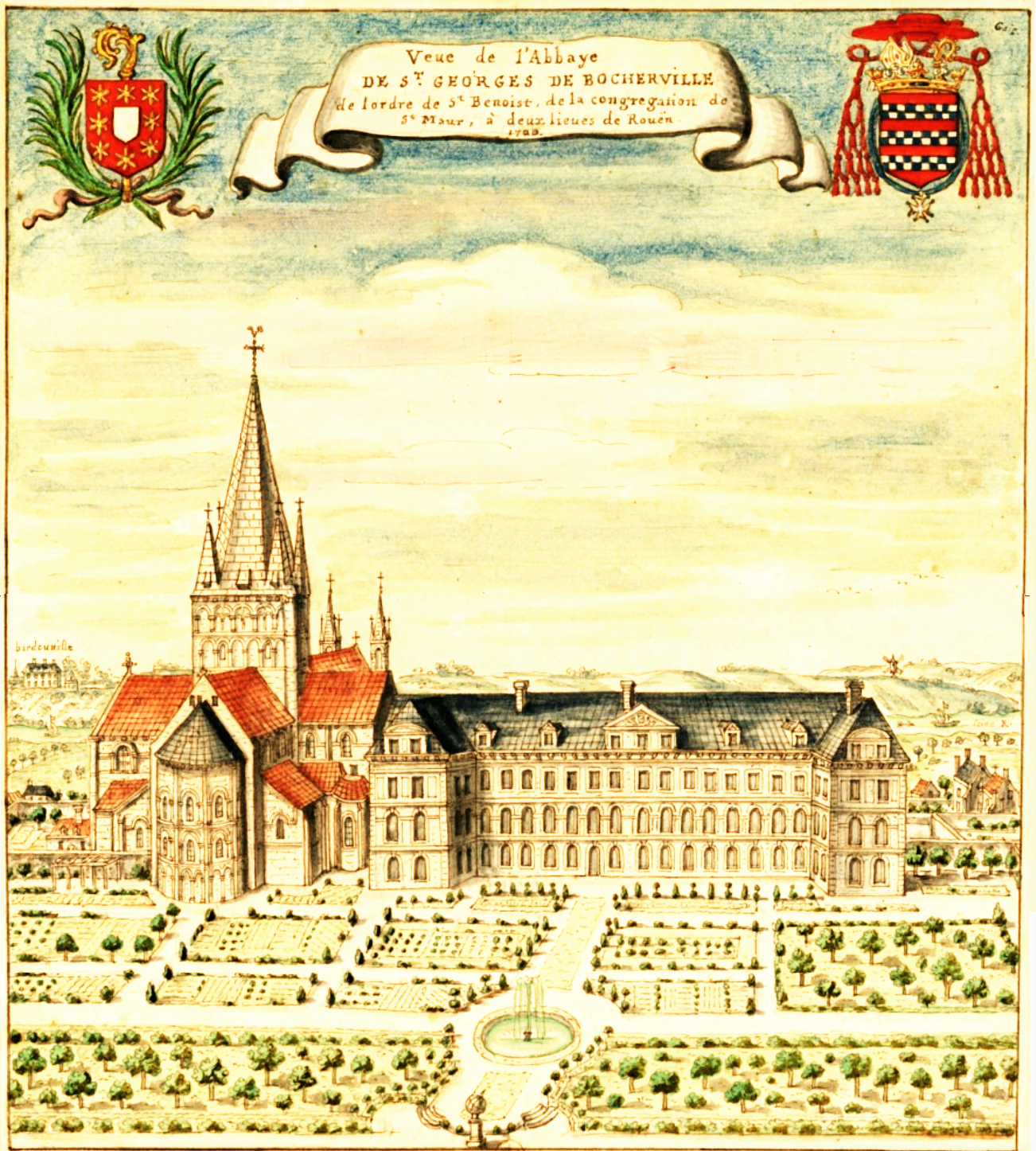
La abadía en 1700
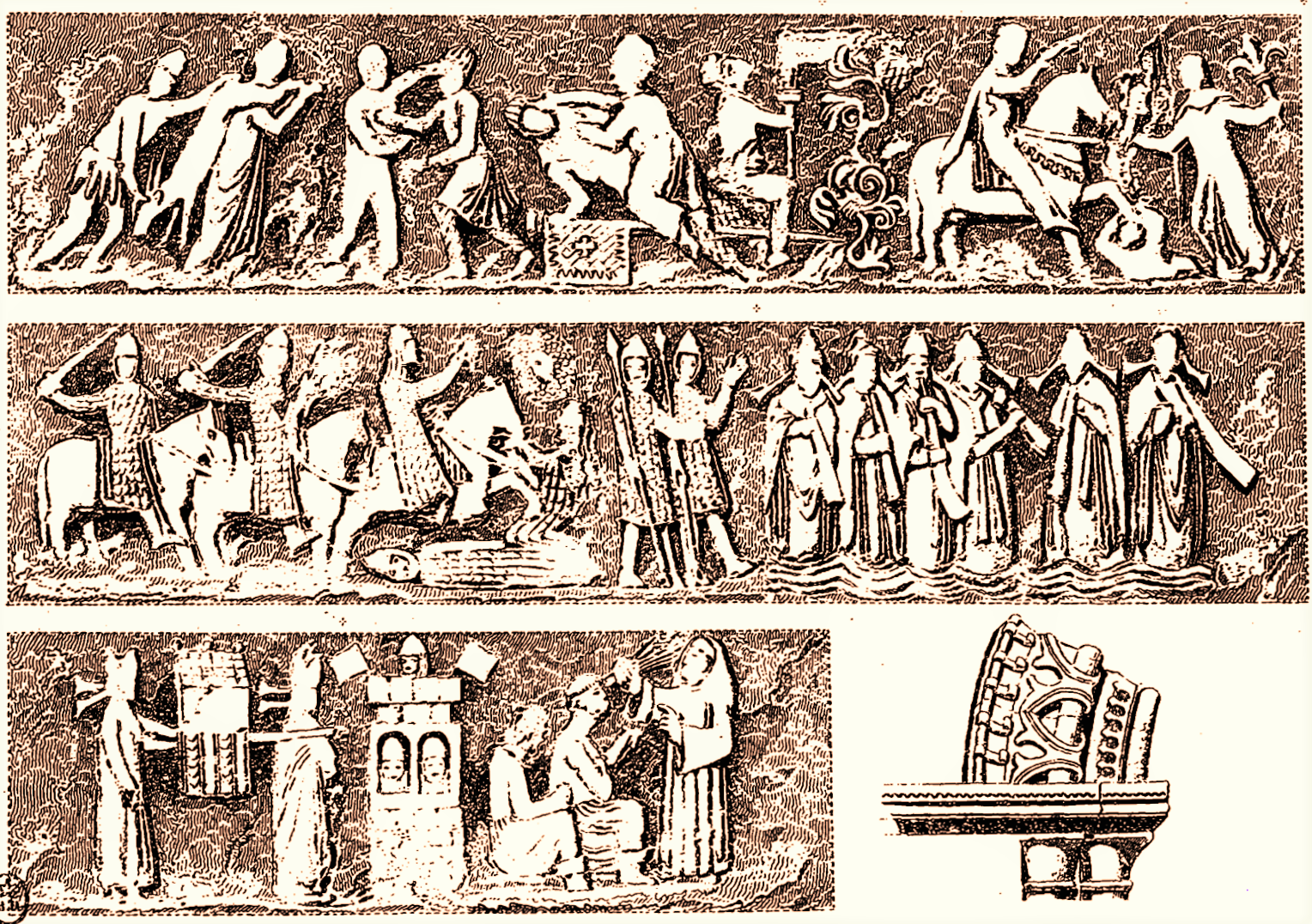
Esculturas del claustro publicadas en Inglaterra en 1822 por Cotman

### Temporal
La abadía recibió los patrocinios y los diezmos de 28 iglesias en la diócesis de Rouen y de una en la diócesis de Lisieux, de ocho prioratos o capillas y de tres prioratos o casas solariegas en Inglaterra, poseía un hotel en Rouen, molinos, tierras, derechos de pesca, exenciones de peaje, el derecho a tomar madera en el bosque de Roumare, los diezmos de los bosques de Lillebonne, de Fécamp, de Montebourg y las ofrendas de los fieles durante la fiesta de San Jorge.
Al comienzo del siglo XVIII, tenía unos ingresos de alrededor de 10 000 libras.

## Arquitectura

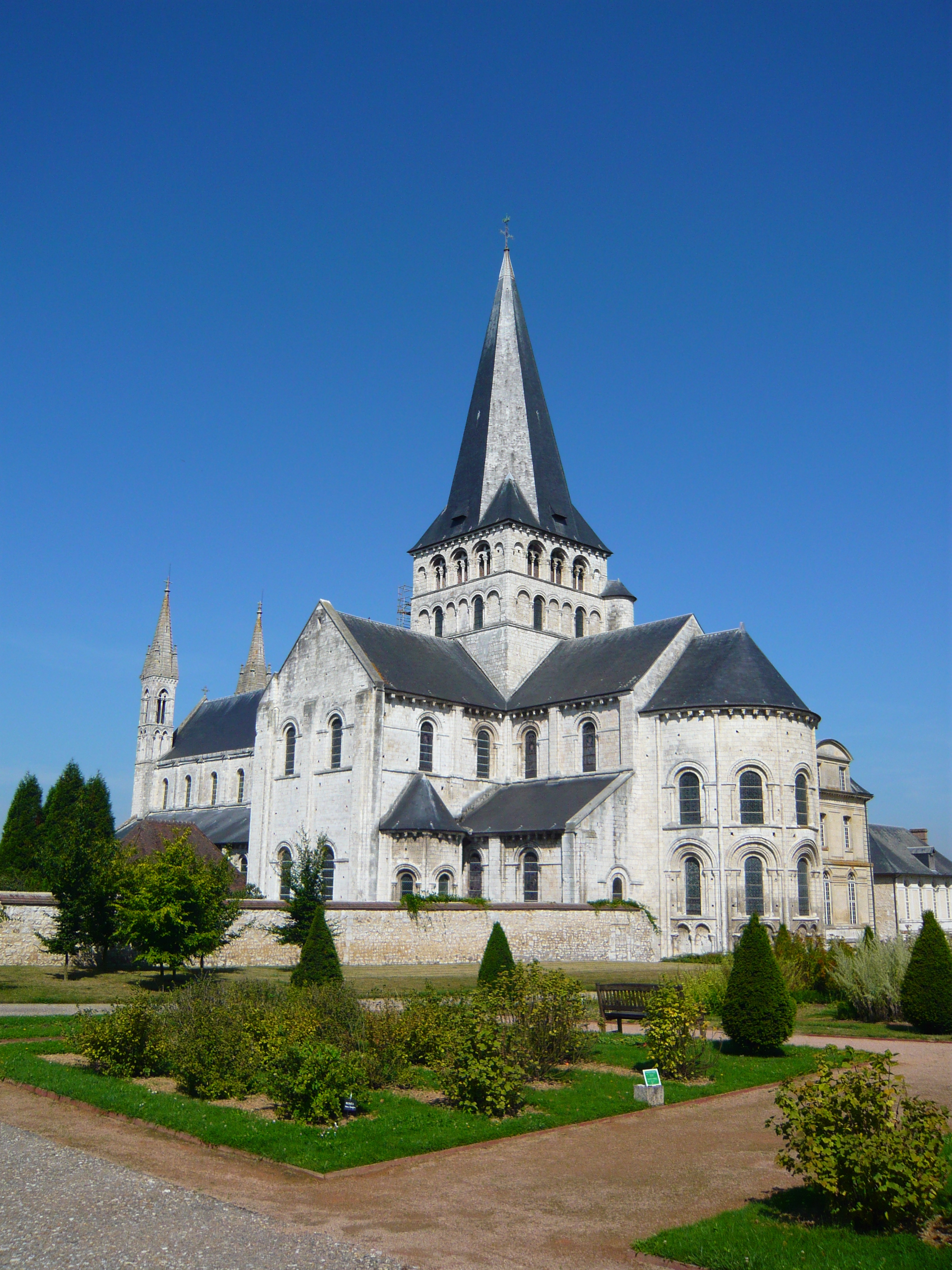
Vista del ábside de la iglesia

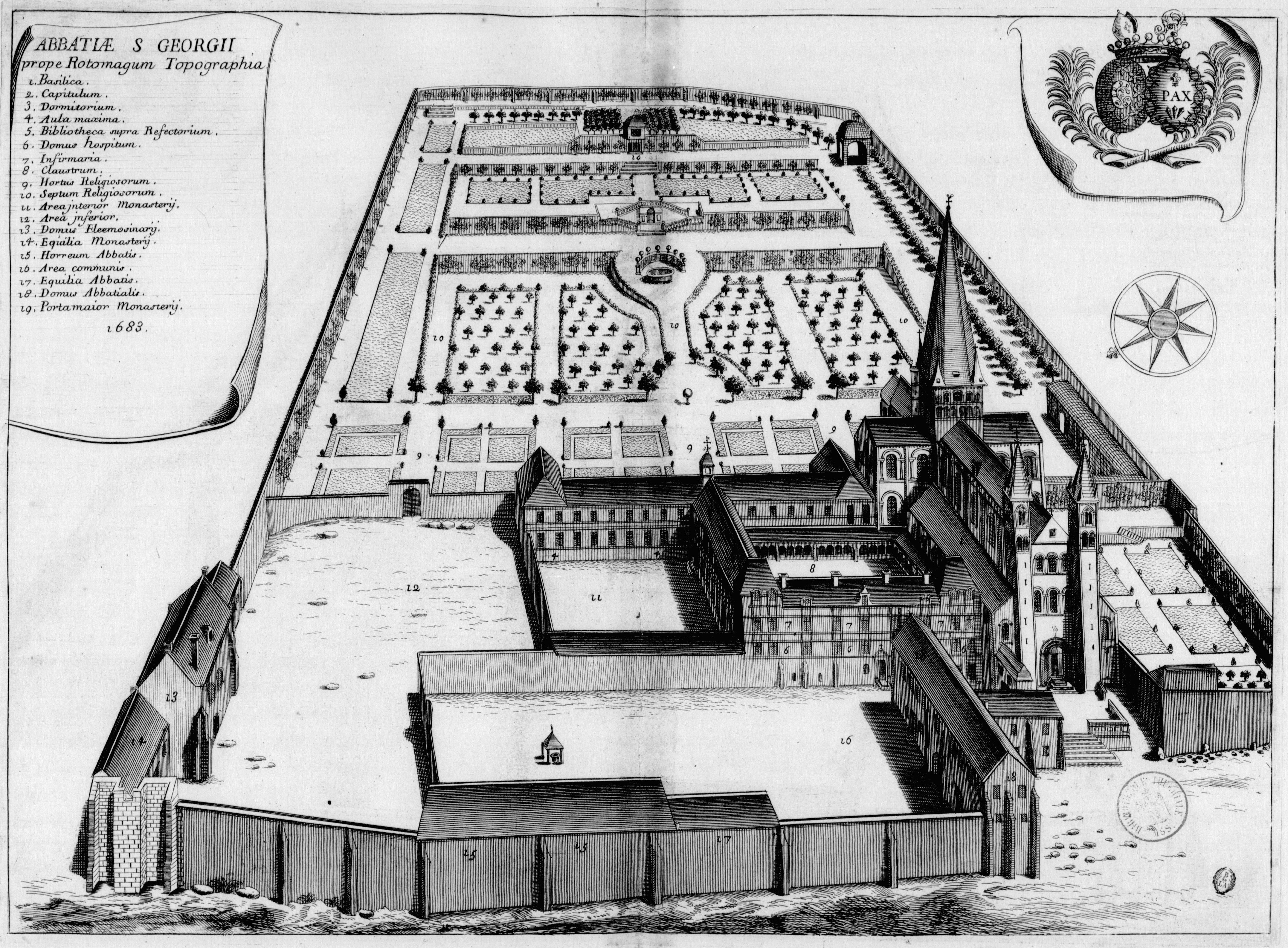
La abadía en 1683

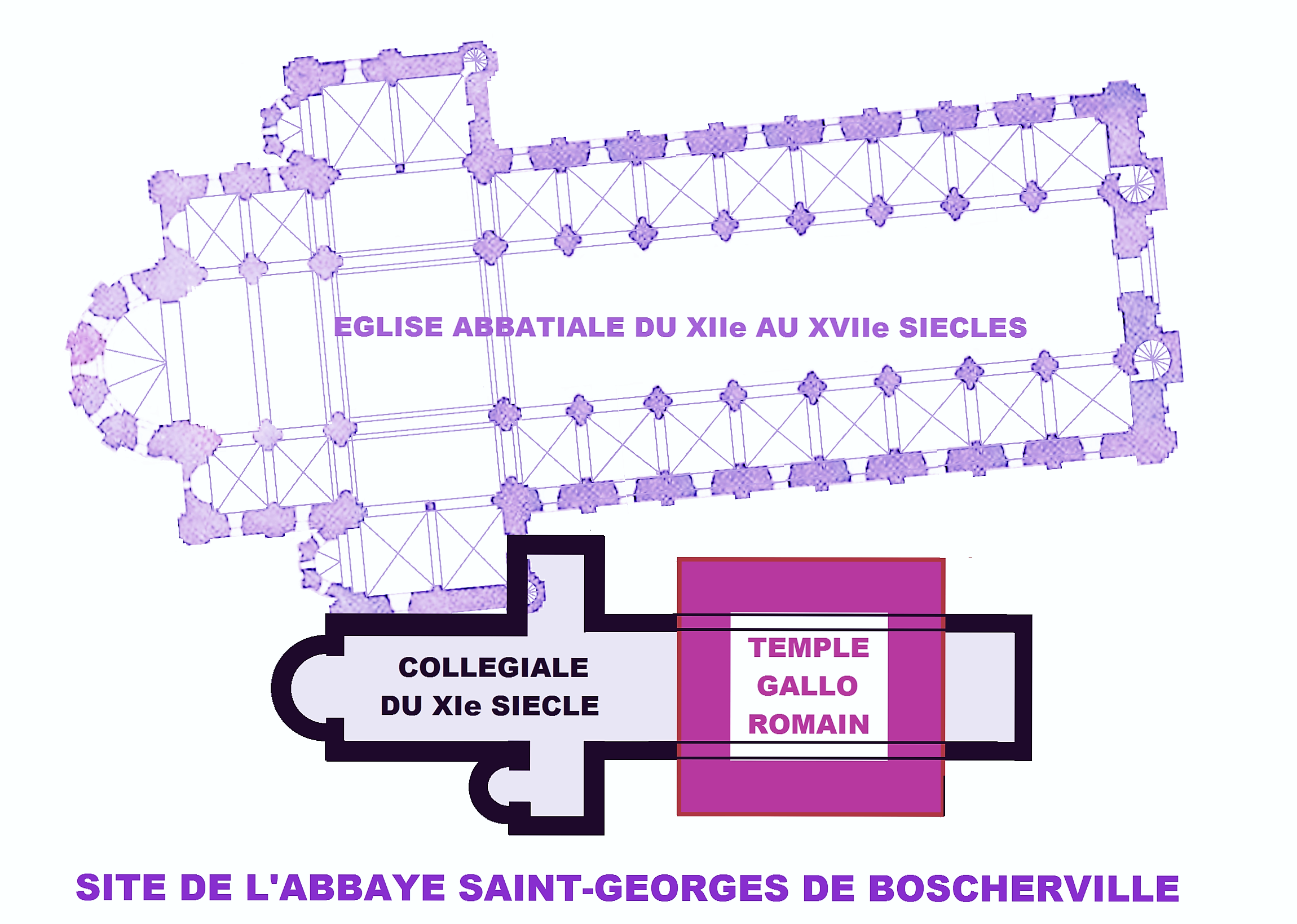
El templo, la colegiata y la iglesia de la abadía

El sitio de la abadía de Saint-Georges de Boscherville ya era un lugar sagrado desde el siglo I d. C., época en la que un templo con galería de madera cuadrada ocupaba el norte de la nave de la iglesia actual. Ese templo se reemplazó en siglo II por un fanum con galería y, en la segunda mitad del siglo XI, por una iglesia con claustro y edificios de madera. La colegiata fue arrasada desde 1160 para construir el nuevo monasterio que sufrió modificaciones en los siglos XVI y XVII; y después, en el siglo XVIII, los mauristas construyeron el gran edificio reagrupando las funciones regulares.
La planta del conjunto de los edificios existentes, y de la que deriva de las excavaciones, muestra una alta densidad de construcción. Durante casi veinte siglos, se han construido, destruido, modificado o cambiado las funciones de ciertas piezas. La asignación de una residencia y de una capilla a los chambelanes es una hipótesis atractiva.
La organización de la abadía respeta la regla de San Benito, que impone la clausura monástica alrededor de un claustro que servía al coro eucarístico de la iglesia, con un acceso fácil a los dormitorios de los monjes para los servicios nocturnos, una vista directa desde el claustro sobre la sala capitular para que nadie ignorase una asamblea de la comunidad, los lugares de vida, refectorio, sala de calefacción y biblioteca. El jardín de los monjes completaba este conjunto regular.
Colgando del crucero norte de la iglesia está la sala capitular que domina el claustro con su pozo, el dormitorio de los monjes y, paralelamente a la iglesia, el refectorio con las salas de estar y la biblioteca de arriba. La construcción de los mauristas del ala este reagrupó las funciones sin modificar el funcionamiento del monasterio.
Los visitantes, hospedados, conversos y sirvientes tenían acceso directo a los primeros siete tramos de la iglesia y a un patio común que daba acceso a la casa del abad, con su establo y cobertizo, a la hostelería y a la enfermería. El granero y los establos del monasterio están en otro pequeño patio.

### Iglesia
La iglesia de la abadía de Saint-Georges de Boscherville presenta una gran unidad estilística, que corresponde a la arquitectura románica normanda. Las únicas modificaciones en el proyecto original son las torretas góticas de la fachada y la adición de bóvedas en la nave y en los transeptos. Las bóvedas del coro y de las naves laterales son las primitivas: son bóvedas de crucería sin aristas. El coro compuesto por el ábside, el crucero y un tramo de la nave era más alto que el resto de la nave, lo que aun es visible en las diferentes alturas de la base de las columnas. La iglesia románica de Saint-Georges de Boscherville se puede comparar con la iglesia de Notre-Dame-sur-l'Eau, cerca de Domfront, y con la iglesia de Saint-Nicolas de Caen, construida por los benedictinos de la abadía a los Hombres. Su datación varía, según los autores, desde el final del siglo XI hasta el comienzo del siglo XII.
La planta de la iglesia es de cruz latina con una nave de ocho tramos, naves laterales terminadas en capillas de cabecera plana y un transepto con pequeños absidiolos en el lado oriental de cada brazo; el crucero se extiende en dos tramos de la nave y un ábside para formar el coro de los monjes, que comienza en el séptimo tramo. Un tiburio corona el crucero y dos campanarios adornan la fachada principal. Se accede a la iglesia a través de una puerta principal y de cuatro puertas secundarias. Las naves laterales, los brazos del transepto y el coro están abovedados con bóvedas de arista. La nave estaba originalmente cubierta por una carpintería reemplazada por una bóveda gótica y los dos tramos del coro tienen bóvedas románicas en planta barlonga. El triforium, con arcadas de medio punto, y cuatro escaleras conducen a la parte superior de la iglesia y a una escalera del siglo XIV o XV en voladizo en media-torre en el segundo piso de la torre.
La carpintería del brazo sur del transepto que data de la segunda mitad del siglo XII es del tipo más antiguo que existe en Francia y está en un notable estado de conservación. Sobre puntales de 12,50 m de longitud colocados cada 90 cm descansan armaduras longitudinales de portal de 3,50 m que sostienen las vigas aliviadas por las jambas. No hay estabilidad lateral, la carpintería cuenta con los muros piñones para absorber los esfuerzos horizontales.
Longitud total de la iglesia: 70 m • longitud de la nave: 38 m • longitud del coro: 16 m • longitud del crucero: 35 m • ancho de la nave central: 10 m • ancho de las naves laterales: 4,60 m • altura de la iglesia: 22 m • altura de la torre central: 57 m • altura de los dos campanarios: 37 m.
Las esculturas románicas también están en el siglo XI para ser esbeltas y graciosas, las ménsulas están decoradas con cabezas extrañas, las esculturas del triforium son más audaces y bien formadas. Dos medallones representan a guerreros y a un obispo bendiciéndoles.
Antes de la Revolución, la iglesia albergaba las tumbas de sus fundadores y benefactores. En 1823, había dos fosas entre el coro y el ábside recubiertas con pinturas con los escudos de armas donde estaban enterrados dos miembros de esas familias. Delante del gran altar estaba la lápida del abad Antoine Le Roux.
Clasificación: Iglesia abacial (siglo XII) con tour-lanterne y órgano (1627) monumento histórico en 1840, Dalle funeraria de Antoine Le Roux (1535).

Vistas exteriores de la iglesia abacial
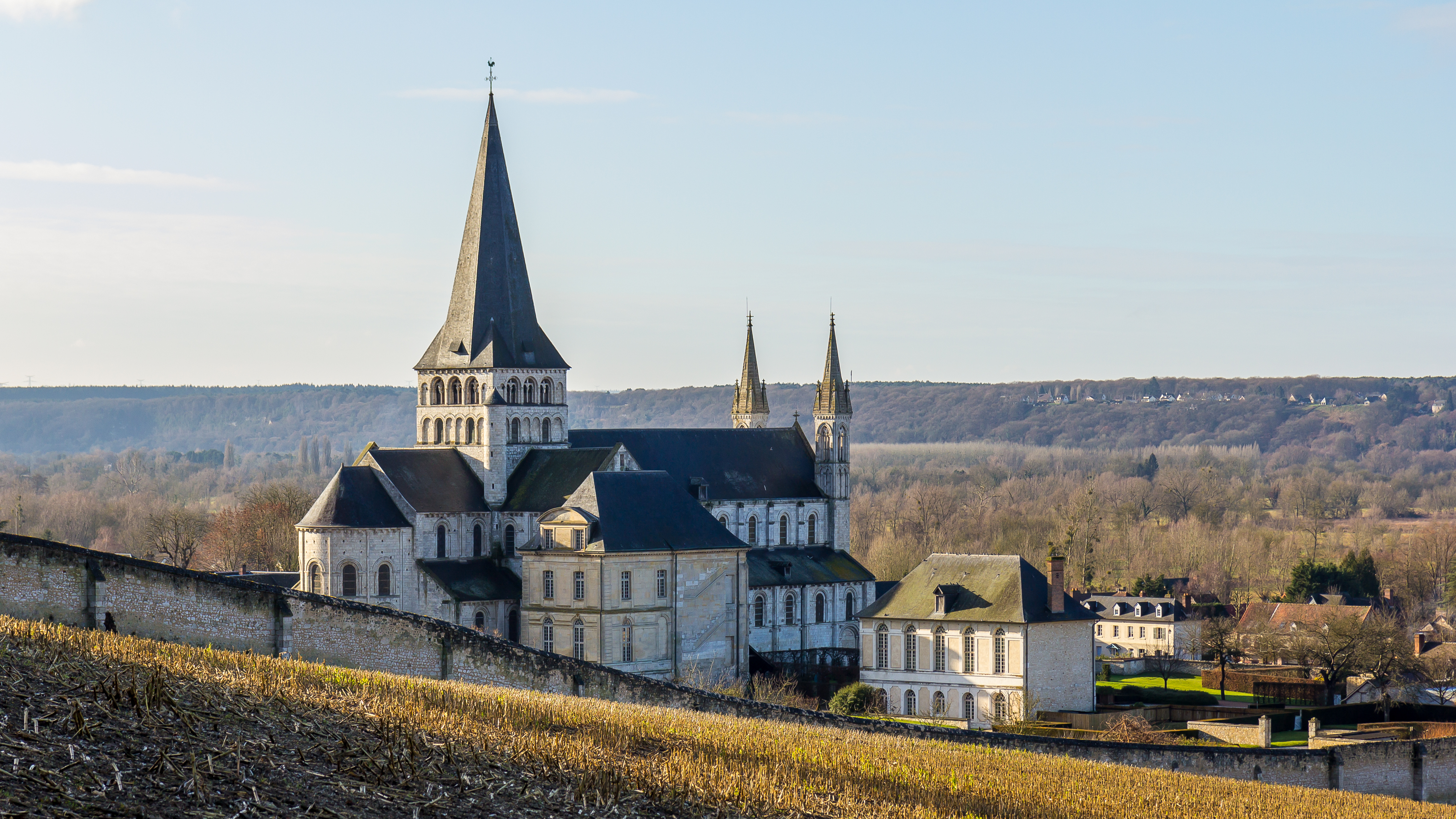
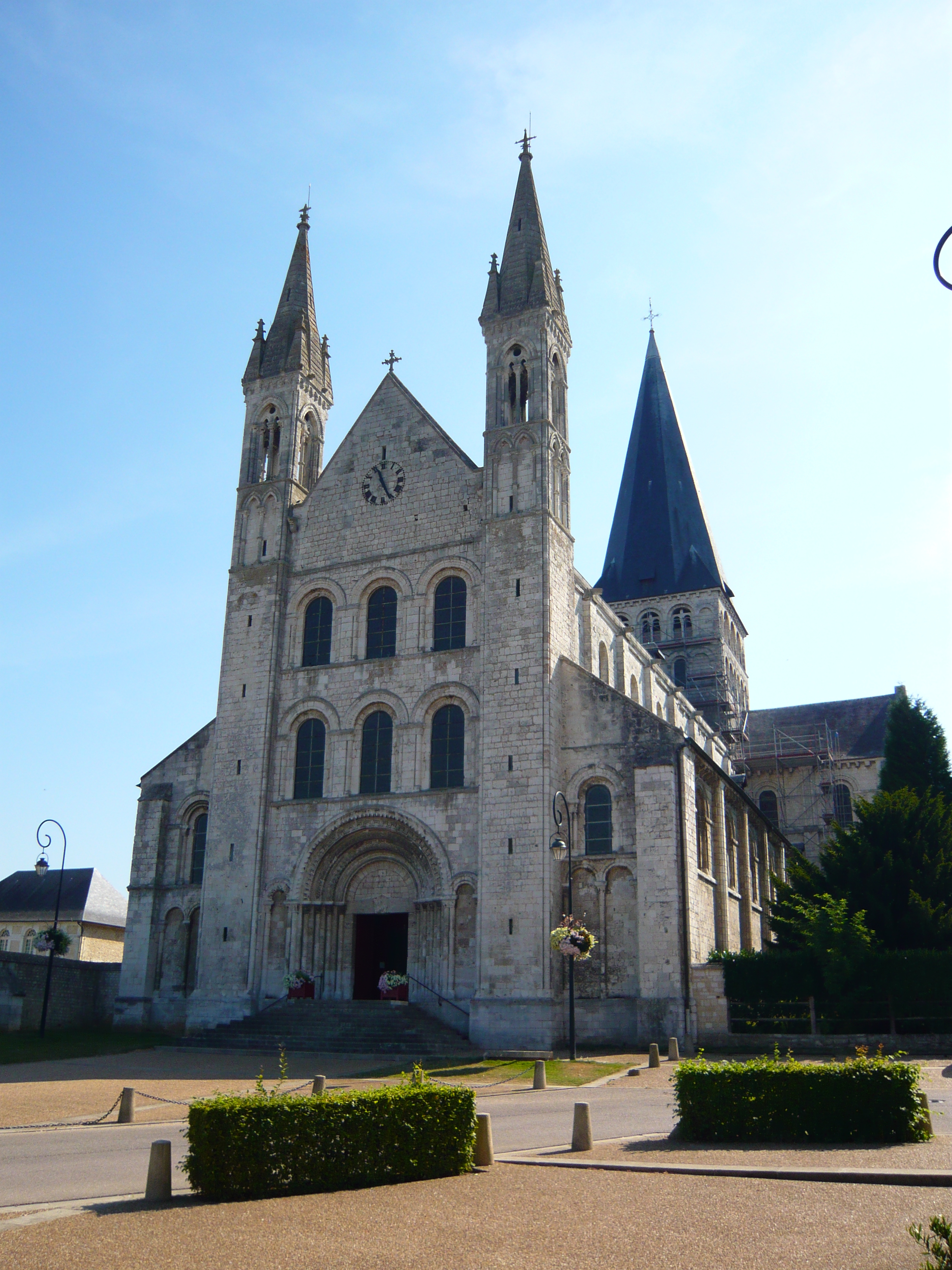
Vista oeste del portal
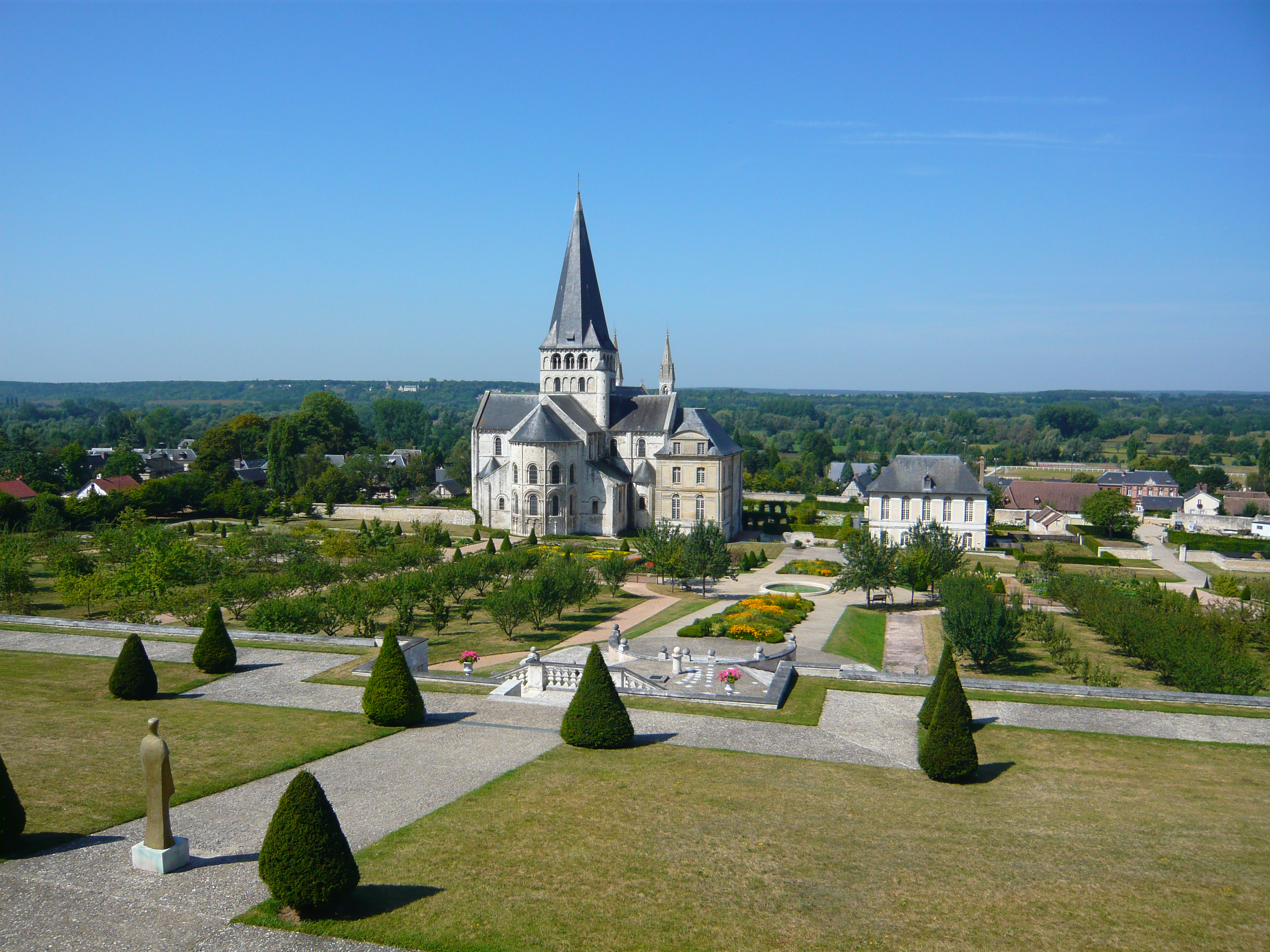
Vista desde los jardines

Interiores la iglesia abacial
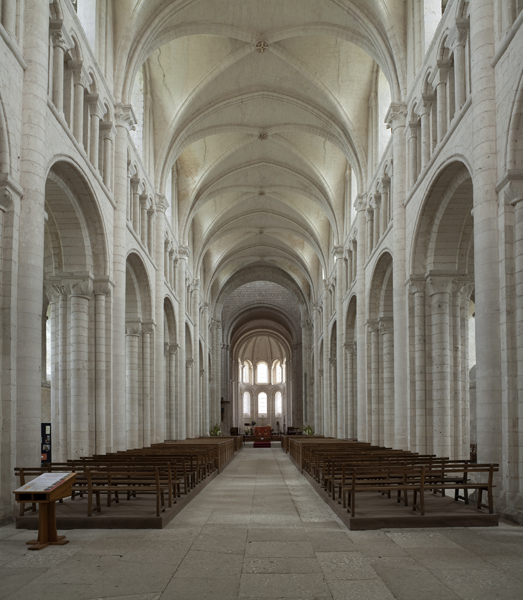
La nave, mirando al ábside
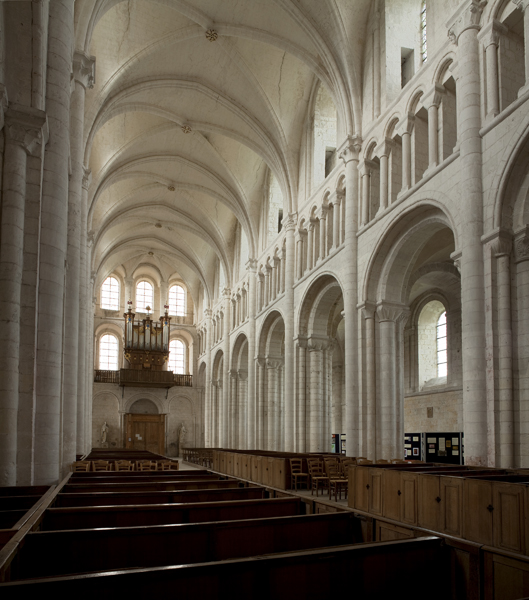
La nave, mirando a la entrada
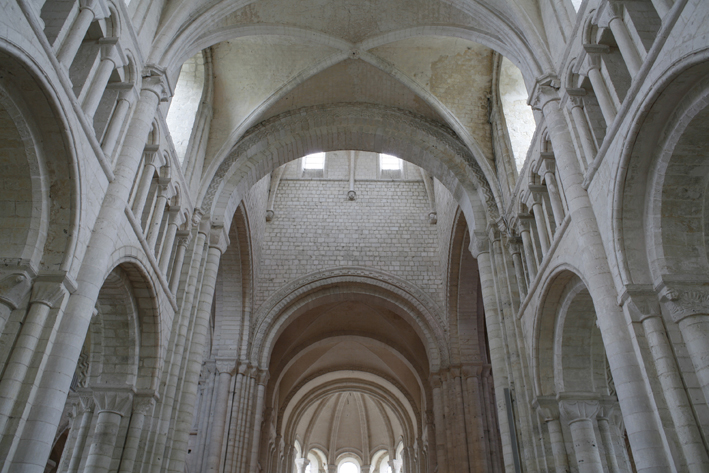
Vista del triforium y el tiburio
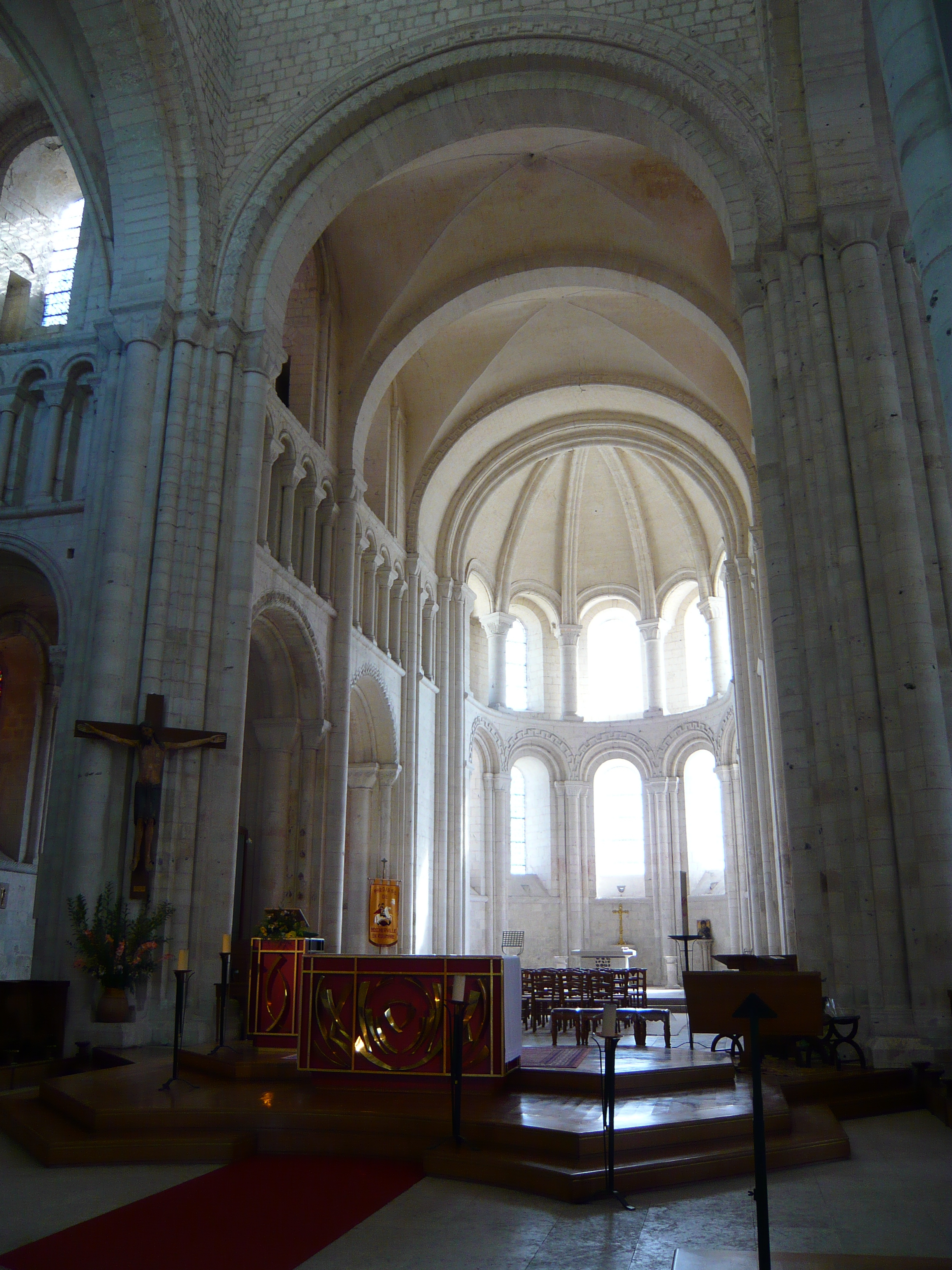
Vista del ábside del coro
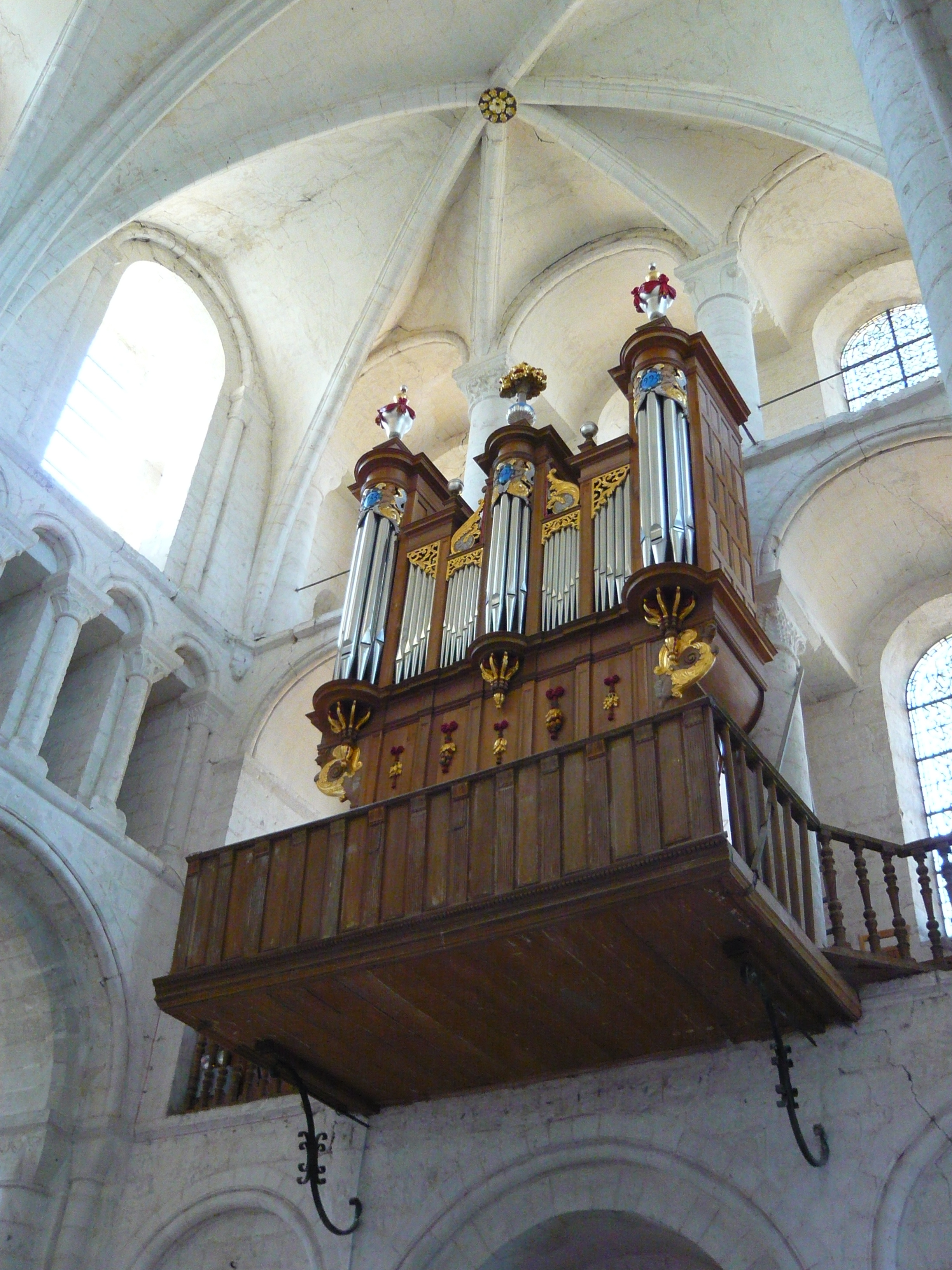
Vista del organo
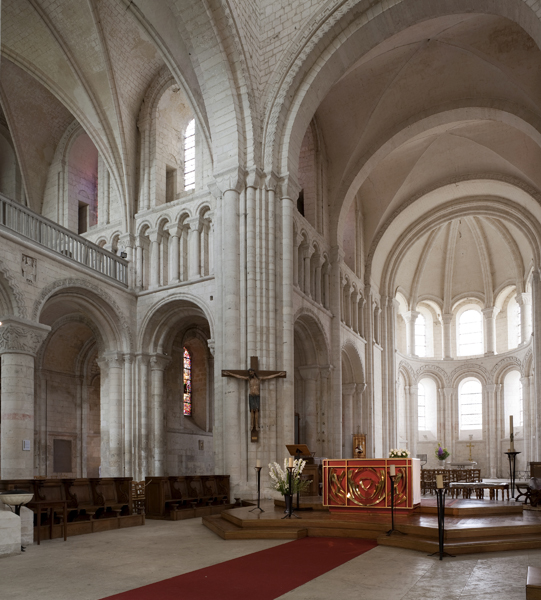
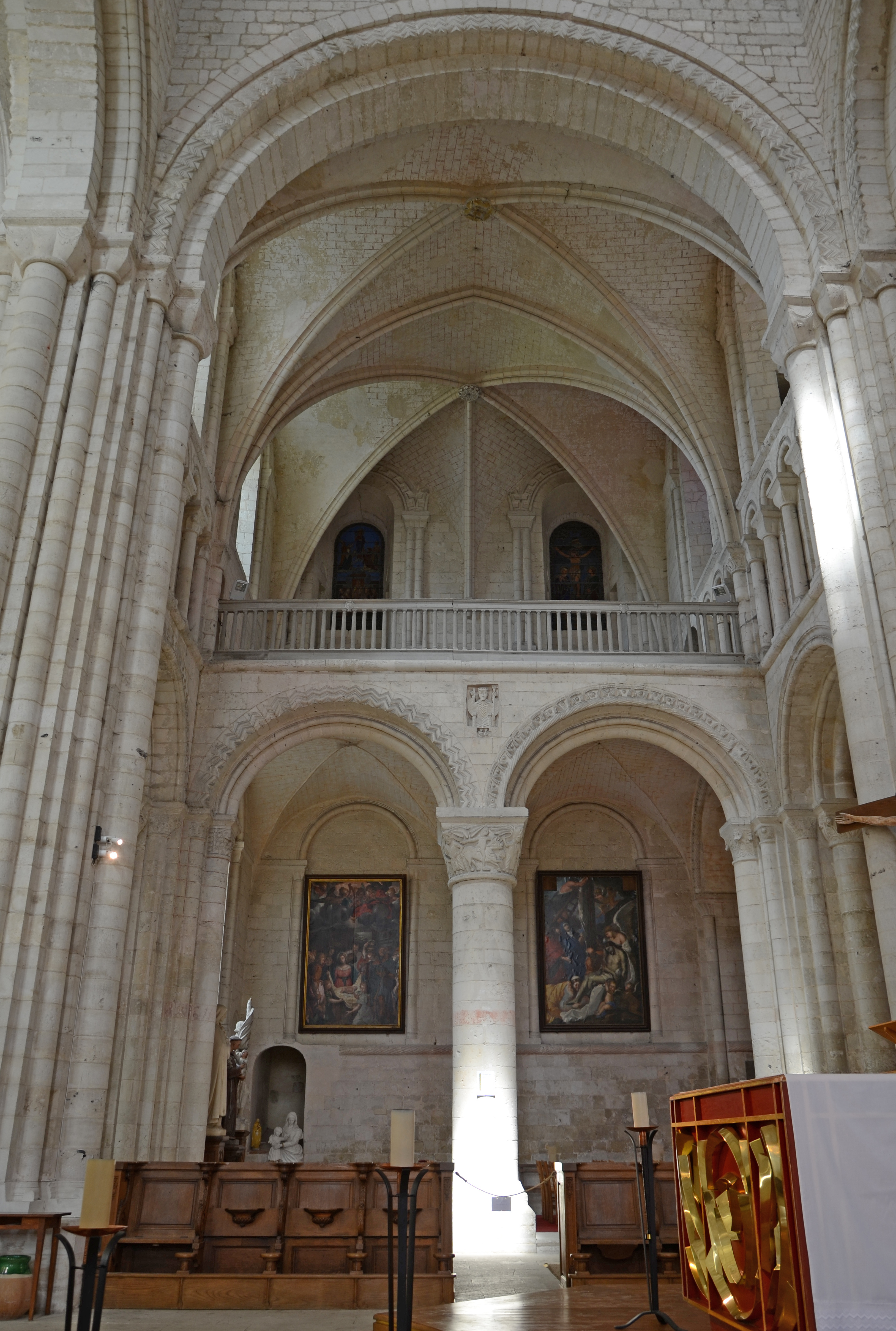
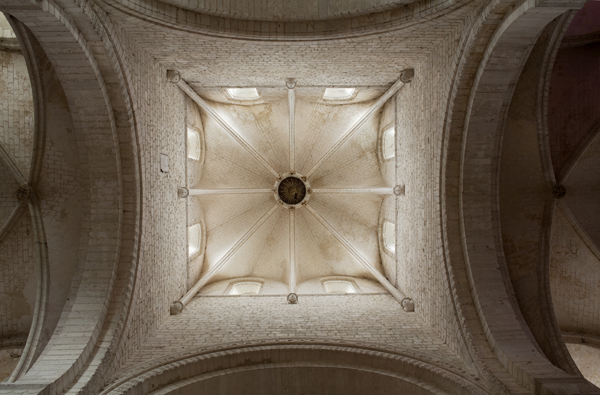

### Sala capitular

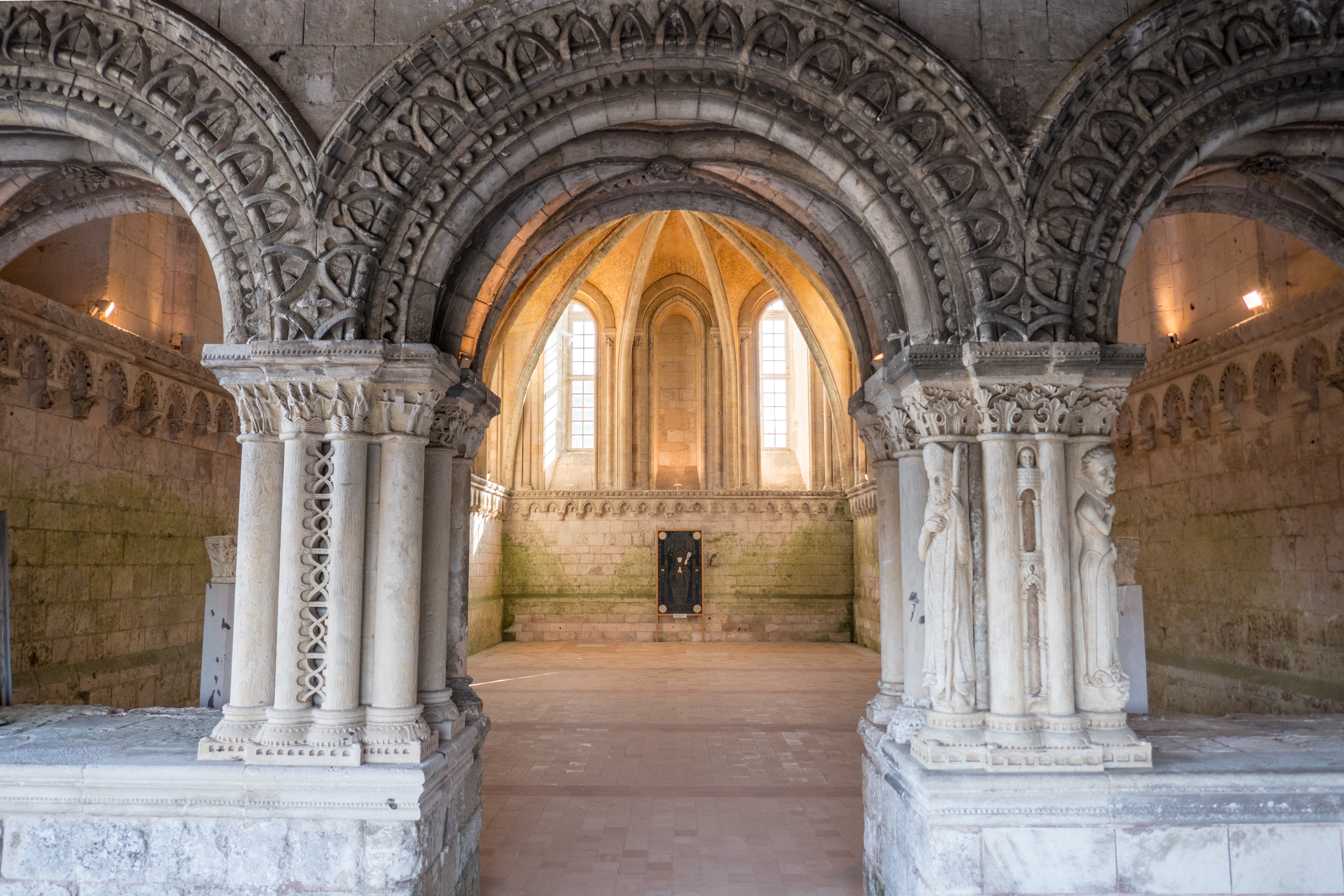
Acceso a la sala capitular

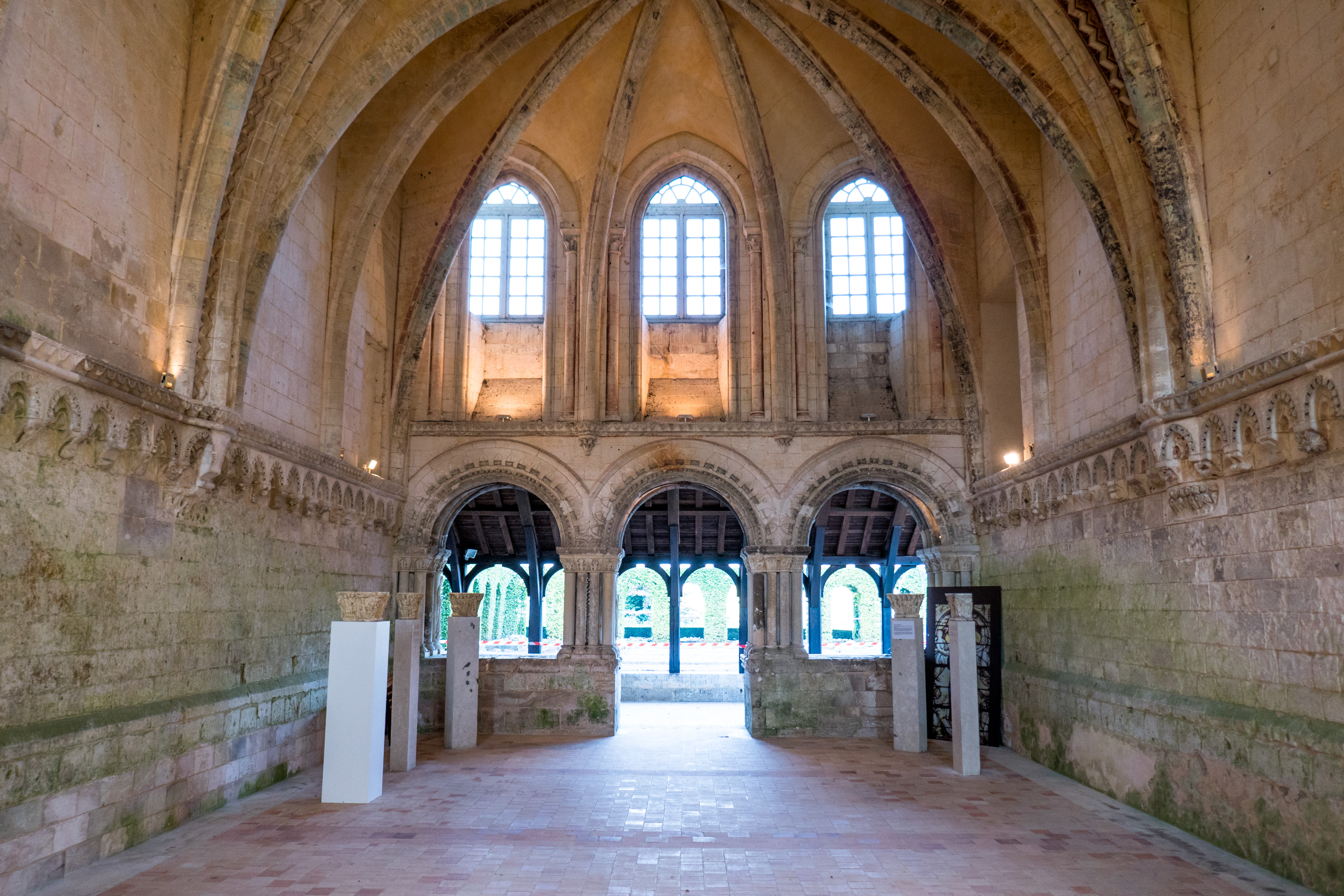
Interior de la sala capitular

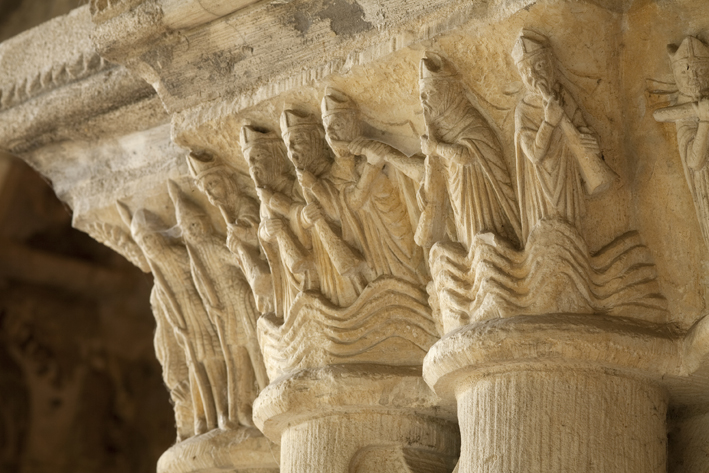

La sala capitular de la abadía de Saint-Georges de Boscherville es una maravilla del estilo gótico normando construido bajo el abaciato del abad Víctor (1157-1211) que está enterrado aquí. Se encuentra junto al brazo norte del transepto de la iglesia y está englobada en el edificio construido por los mauristas con el deseo de preservarla.
Es una sala cuadrada de 16,73 m de largo, 7,60 m de ancho, 12 m de alto con muros de 1,80 m de espesor, que hacían innecesarios los contrafuertes. Corre paralela a la iglesia y se separa de ella en más de un tercio, lo que permite la creación de ventanas. A diferencia de otras salas capitulares normandas, no tiene pozo ni ábside. Sufrió los estragos de los protestantes en 1562 y algunas partes están en malas condiciones debido a la calidad de la piedra, una piedra caliza silícea con fragmentos de sílice que sorprenden al escultor.
La puerta central, que conduce al claustro, está bordeada por dos grandes ventanas, lo cual es inusual ya que en Normandía generalmente las entradas a las salas de capítulo tenían dos o tres puertas contiguas, separadas por columnas. Estos tres vanos de igual ancho, de igual altura bajo clave y de decoración similar parecen de estilo románico, pero la disposición excepcional de los intradoses es más gótica. Los capiteles de esta sala cuyos contornos son elegantes marcan una clara mejora en relación con los de la iglesia. Las estatuas se encuentran entre los elementos raros que no son normandos; Rdado que Rouen entonces carecía de estatuaria, fueron llamados artesanos de París o de Chartres. Algunos capiteles parecen haberse beneficiado de su trabajo.
Clasificación: Sala capitular (siglo XII) con capiteles historiados, clasificado monumento histórico en 1875. Es propiedad del departamento de Seine-Maritime.
La puerta central, que conduce al claustro, está bordeada por dos grandes ventanas, lo cual es inusual ya que en Normandía generalmente las entradas a las salas de capítulo tenían dos o tres puertas contiguas, separadas por columnas. Estos tres vanos de igual ancho, de igual altura bajo clave y de decoración similar parecen de estilo románico, pero la disposición excepcional de los intradoses es más gótica. Los capiteles de esta sala cuyos contornos son elegantes marcan una clara mejora en relación con los de la iglesia. Las estatuas se encuentran entre los elementos raros que no son normandos; Rdado que Rouen entonces carecía de estatuaria, fueron llamados artesanos de París o de Chartres. Algunos capiteles parecen haberse beneficiado de su trabajo.

Detalles de la sala capitular
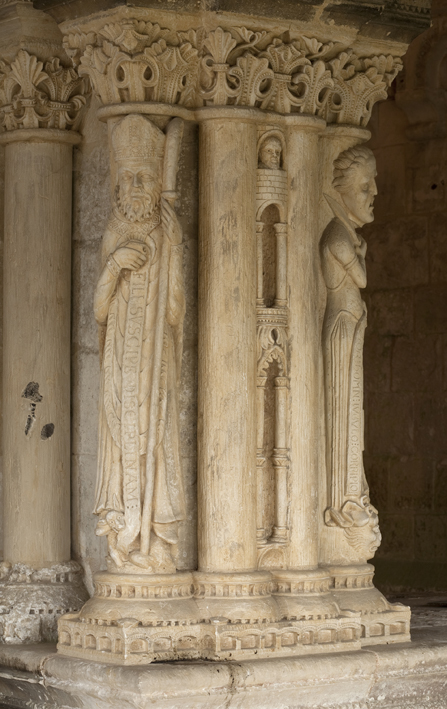
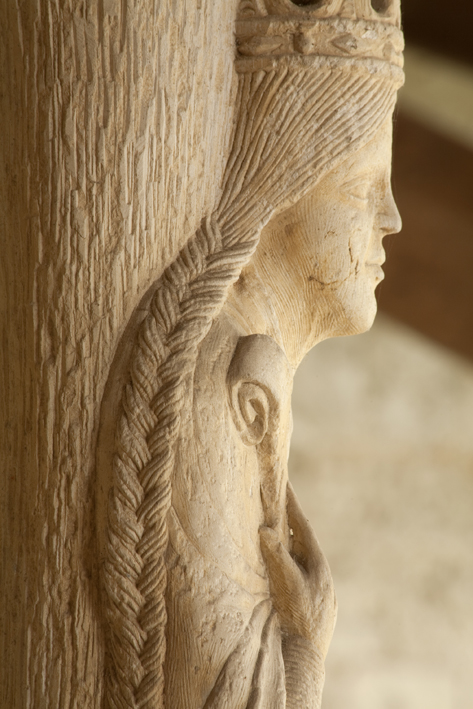
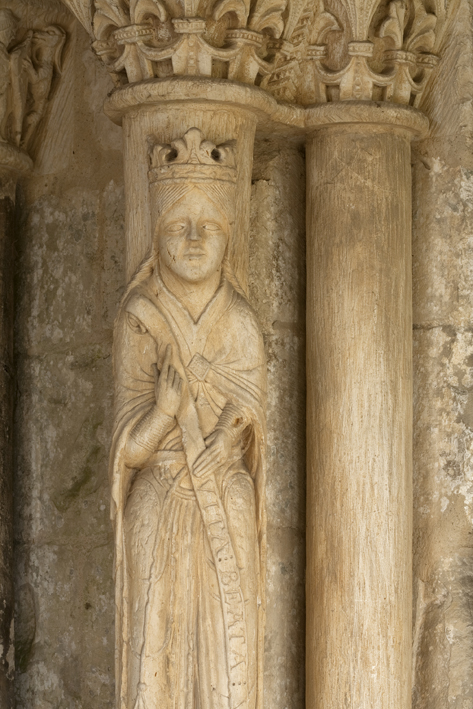
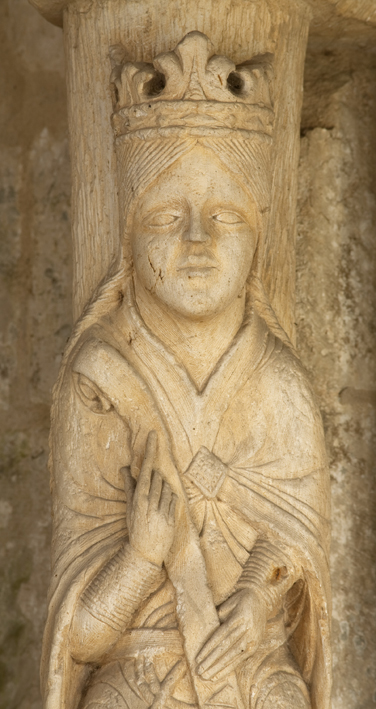
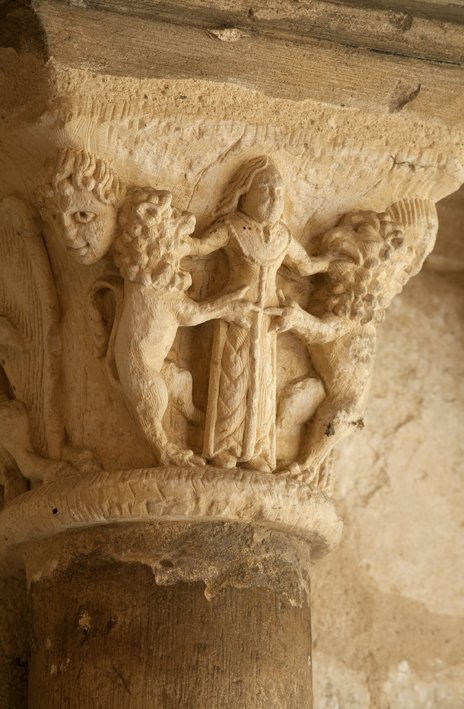
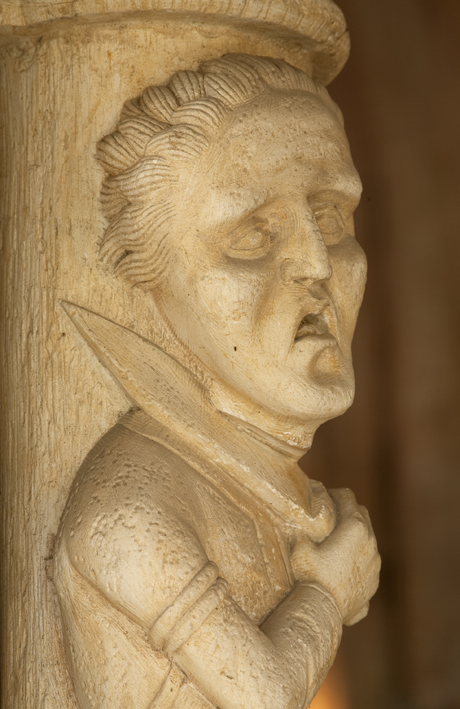
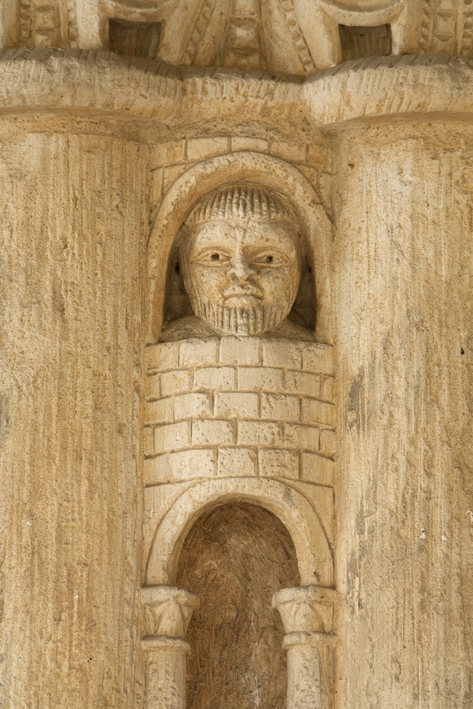
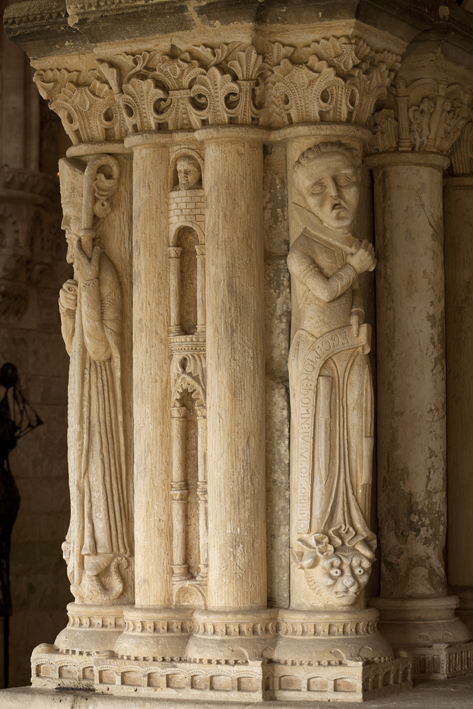

### Edificio monástico

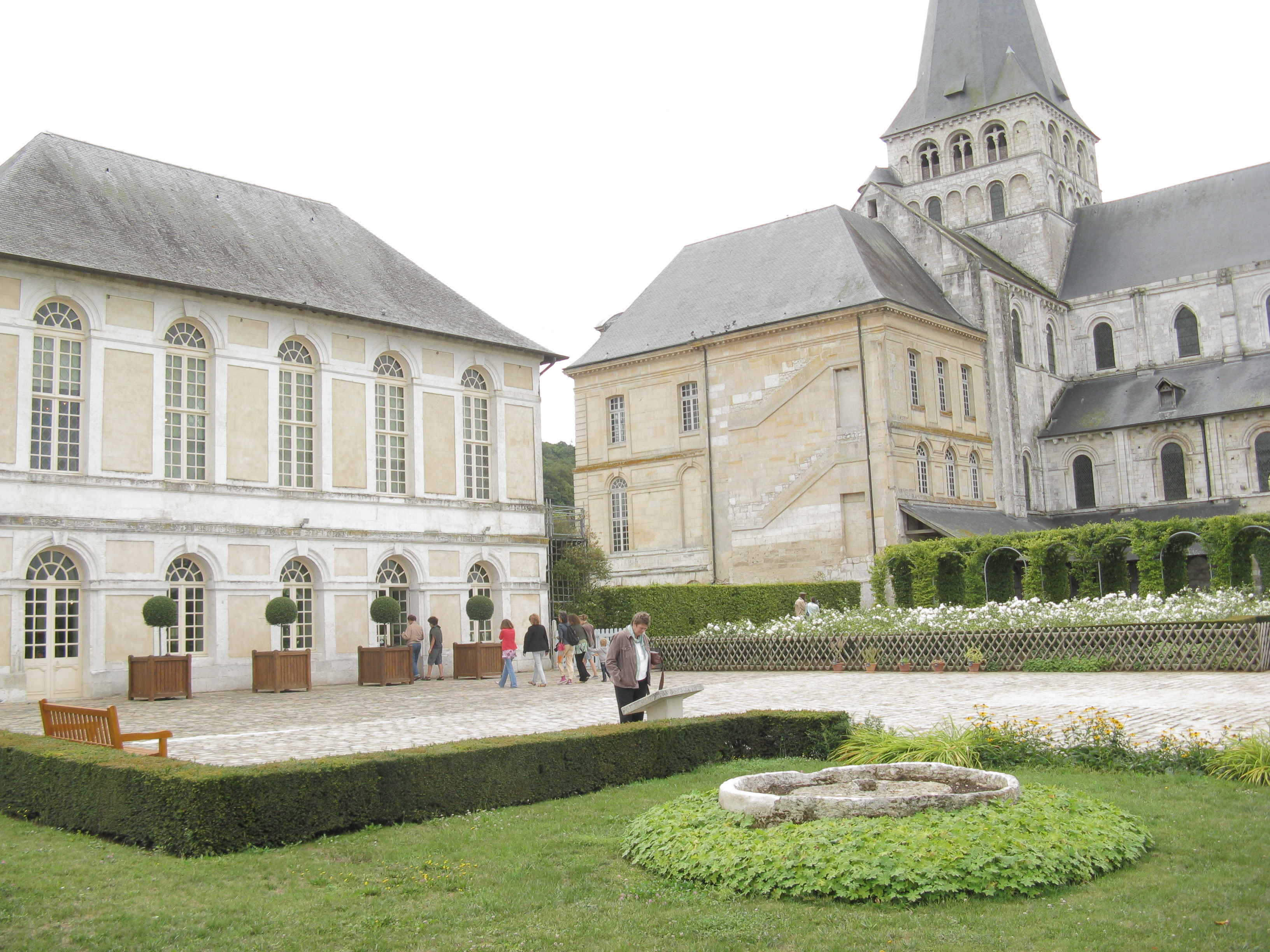
Las dos partes que se conservan del gran edificio maurista

Se conserva una parte del gran edificio construido por los mauristas al final del siglo XVII, en piedra Sain-Leu, de bonito aparejo en el estilo clásico de la época de Luis XIV. La planta baja estaba reservada para las oficinas, las cocinas y la gran sala de reunión y de recepción, y la planta superior, para los dormitorios.
La sala capitular conservada está incrustada en el nuevo edificio y los revestimiento del exterior no permiten ver más que las arcadas góticas; los mauristas, por medios muy pronunciados, rehicieron los viejos tramos a los nuevos por el bien de la simetría y del orden. Se ven en el piñón las huellas de las escaleras que servían a los dormitorios y a otros lugares de la vida.

### Claustro
El claustro ha desaparecido casi enteramente, pero sus restos fueron clasificados como monumento histórica en 1862. Un notable capitel del siglo XII que representa a once músicos ya un acróbata se conserva en el Museo de Antigüedades de Rouen.

### Capilla "de los Chambelanes"
La capilla de los Chambelanes es una capilla del siglo XIII situada al norte. Fue clasificada como monumento histórico en 1989.

## Jardines
Los jardines a la francesa del siglo XVII, clasificados monumento histórico en 1989, se han rediseñado recientemente a partir de los planos antiguos. Consisten en un huerto, un vergel (árboles frutales)y parterres de plantas aromáticas y medicinales.
Han recibido la etiqueta de «jardin remarquable» (jardín notable).

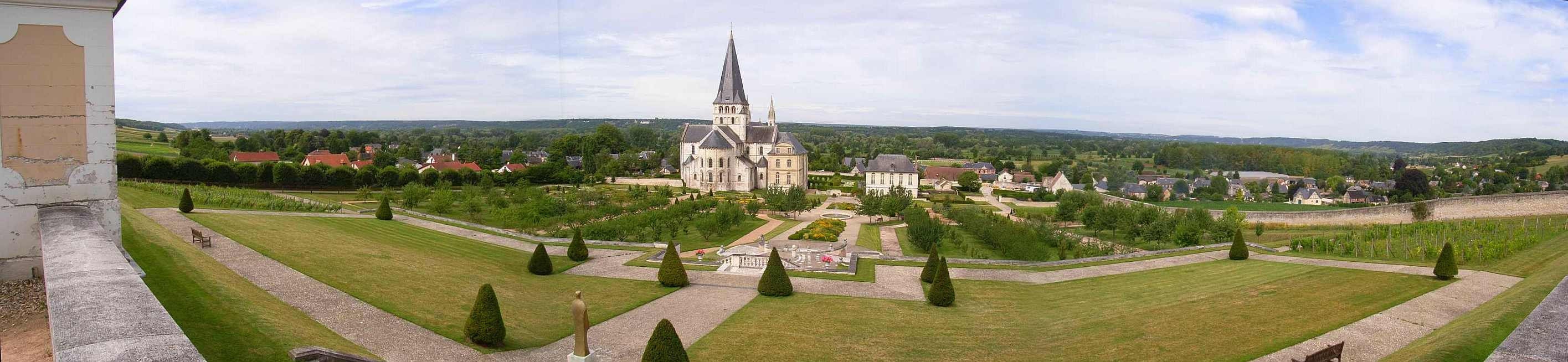
Vista general de la abadía y los jardines

### Heráldica y sigillografía

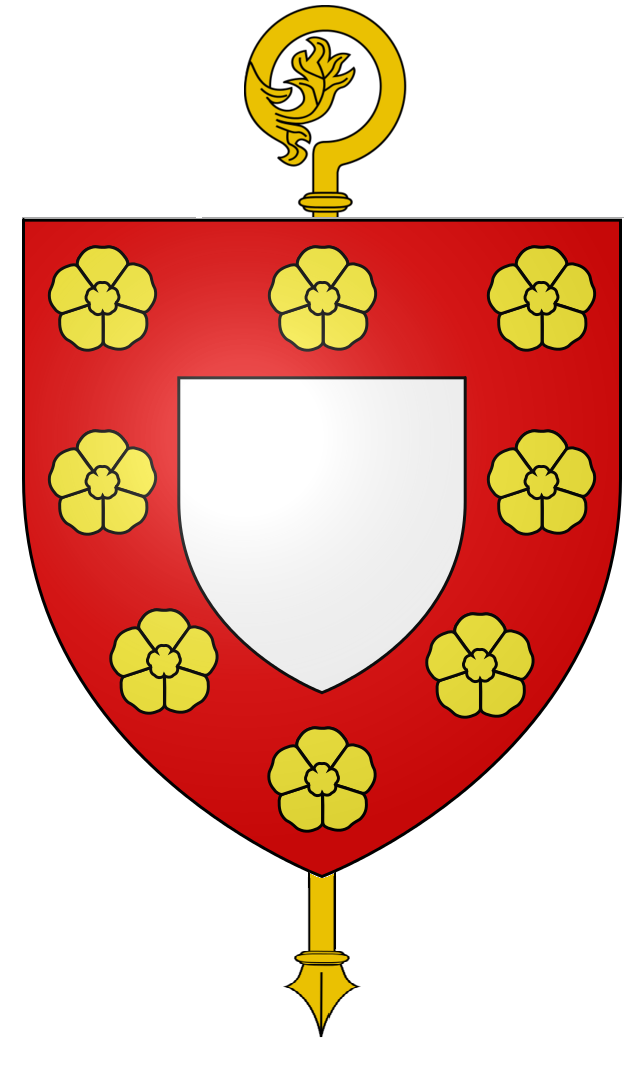
Escudo de armas de la abadía

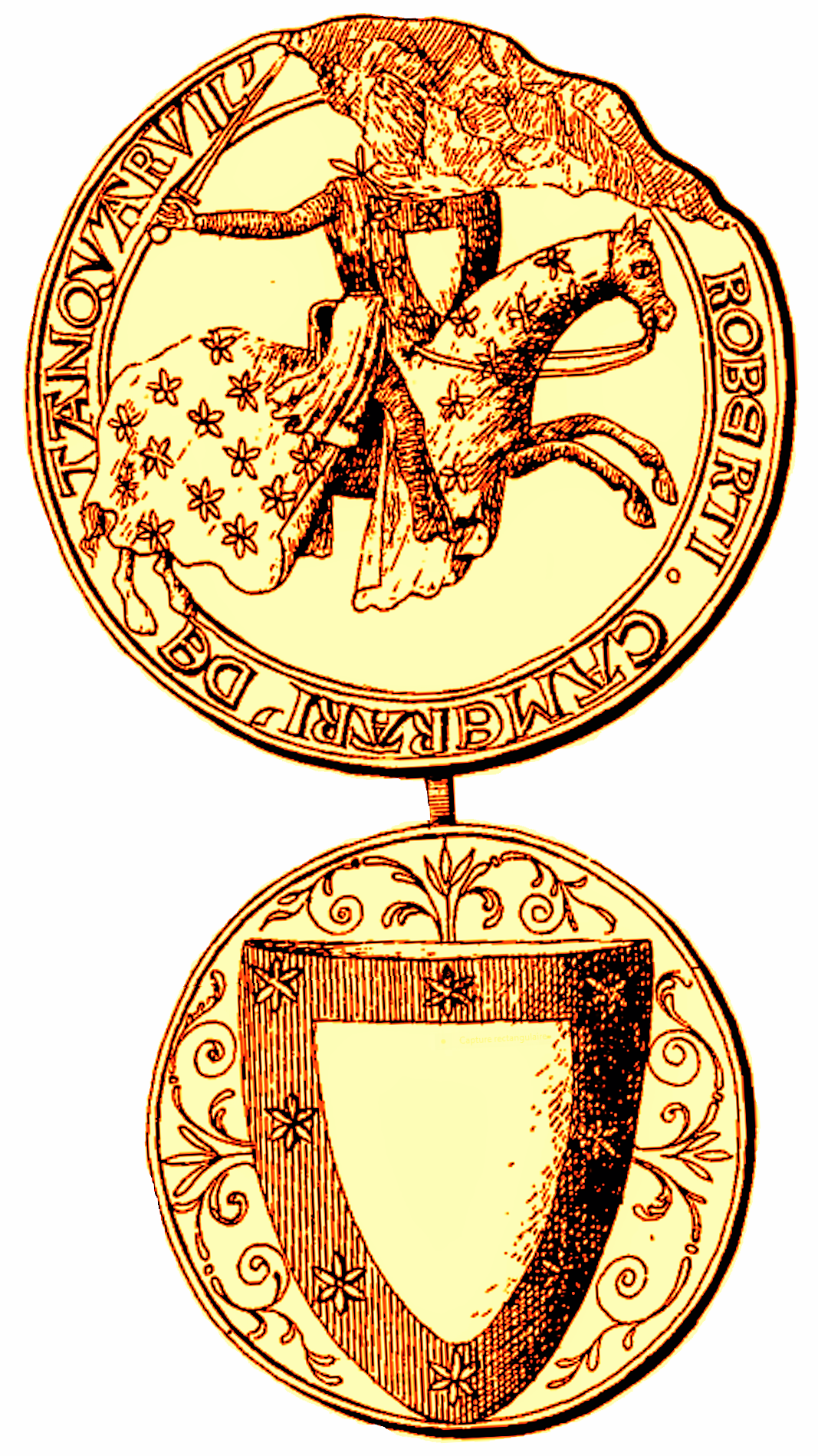
Sello de Robert de Tancarville

- Escudo de armas: De gueules en el escudo de plata en abismo, con la orla de ocho augemmes de oro, el escudo apoyado en el báculo en palma (armas de los fundadores de la abadía, los chambelanes de Tancarville).[17]

De gueules à l'écu d'argent en abyme, à l'orle de huit augemmes d'or, l'écu appuyé sur une crosse en pal  
- Sellos:

- Abad Jean, 1308: fragmento de sello redondo de 55 mm, tipo abacial sobre un campo frotado, adjunto a un poder a los Estados de 1308.
- Abadía de Saint-Georges de Boscherville, 1387: sello redondo de 28 mm, Saint Georges en vestimenta caballeresca golpeando al dragón con su lanza.

- Henry d'Espinay de Saint-Luc, abad comendatario, 1682, escudo en chevron biselado, coronado, timbrado con una mitra y un báculo, en un cartucho abrazado por dos palmas.
- Henri Charles de Cambon de Coislin, abad comendatario, 1687, escudo con tres caras desiguales de dos traxzos, timbrado con una mitra y un báculo, abrazado por dos palmas.
- SIGILLVM. ABBATIǢ. STI. GEORGII, 1759, san Jorge a caballo, golpeando al dragón con su lanza.
- 1785, escudo con orla de estrellas portando en abyme un chapetón cargado de follaje, timbrado con una corona de conde, entre una mitra y un báculo en un cartucho acompañado de dos ramos floridos.

## Personalidades relacionadas con el sitio
```
   Louis Thiry grabó un disco compacto sobre los grandes órganos históricos titulado "Un recorrido por Europa desde Ruán - Disque Ensemble, 1994 (J. Titelouze: 'Urbs Jerusalem', Francisco Correa de Arauxo: 2 Tientos 4.º y 9.º ton, G. Frescobaldi: Canzon dopo l'epistole, Ricercar dopo il credo, Toccata per l'Elevazione).
```

- En 1179, Guillaume de la Rivière hizo una donación a la abadía de Saint-Victor-en-Caux, luego bajo el patrocinio del monje Victor, que más tarde se convertiría en abad de esta abadía.
- En 1190, Philippe de la Rivière cedió sus derechos sobre la iglesia de S Saint-Pierre-de-Manneville a la abadía de Saint-Georges de Boscherville.[21]
- François-Philippe Gourdin (1739-1825)
- El 15 de septiembre de 1989, David Hallyday y Estelle Lefébure se casaron en la iglesia abacial.
- El senador-alcalde centrista de Rouen Jean Lecanuet y su esposa fueron enterrados aquí.
- Louis Thiry grabó aquí un disco compacto sobre los grandes órganos históricos titulado «Un tour d'Europe à partir de Rouen», Disque Ensemble, 1994 (J. Titelouze: ‘Urbs Jerusalem', Francisco Correa de Arauxo: 2 Tientos 4.º et 9.º ton, G. Frescobaldi: Canzon dopo l'epistole, Ricercar dopo il credo, Toccata per l'Elevazione).